# Oliver Ritter
Oliver Ritter (*  1966 in Düsseldorf) ist ein deutscher Bildhauer und seit 1996 freischaffender Künstler.

## Leben
Oliver Ritter wurde 1966 in Düsseldorf geboren. Er absolvierte 1982–1985 eine Ausbildung zum Maschinenmechaniker in Esslingen. Ab 1990 absolvierte er bei Jochen Breme an der Alanus Hochschule für Kunst und Gesellschaft in Alfter ein Studium der Bildhauerei, das er bis 1996 mit Diplom beendete und außerdem 1994 ein Studium der Freien Kunst und Kulturpädagogik. Von 1974 bis 1990 lebte er in Esslingen, im Jahr 2000 zog er nach Überlingen am Bodensee. Heute betreibt er sein Künstleratelier in Mittelstenweiler in der Gemeinde Salem  am Bodensee.

## Werk

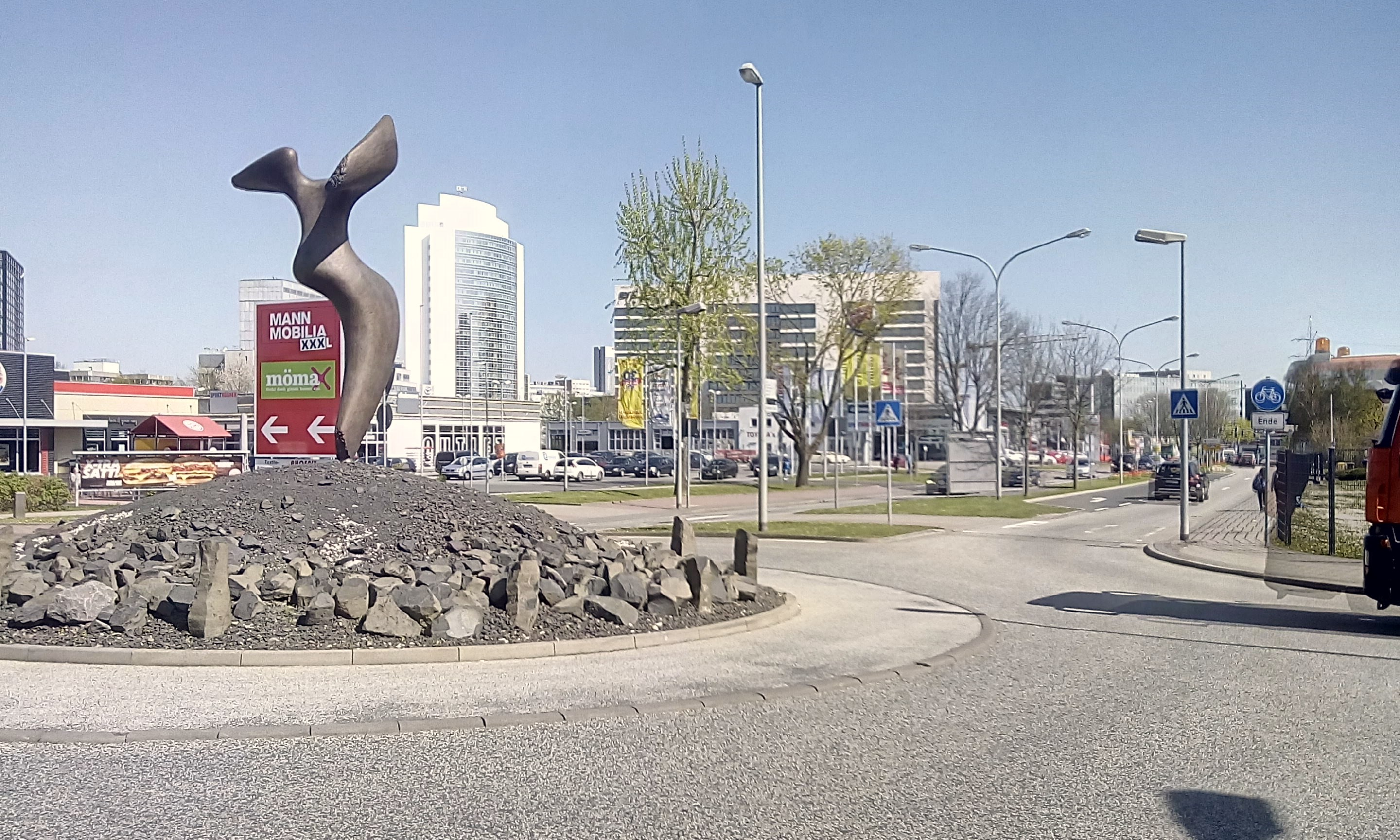
Phönix, 2009. Gewerbegebiet Camp-Phönix-Park in Eschborn

Ritters Motive entstammen einer oft archaischen Mythologie, welche er vornehmlich in Metall beziehungsweise Legierungen dieses Materials wie Bronze umsetzt. Er stellt seit 2001 in Deutschland aus, wo er 2018 auf Sylt an der Ausstellung Kupferkanne in Kampen und Beach-House/Westerland teilnahm. Seit 2008 betreibt er sein künstlerisches Projekt, den Aufbau des Feuerschalennetzwerkes „SEDU AIDUCANA“.
Für die Enthüllung des Phönix im Jahr 2009 wählte Oliver Ritter eine „Feuerenthüllung“. Mit Papier umkleidet, wurde der Phönix entzündet, um bildlich im Feuer zu verbrennen und durch das Feuer seine Form zu enthüllen.

### Weitere Ausstellungen
- 2001: Städtische Galerie Fauler Pelz / Überlingen am Bodensee
- 2002: Galerie im Rössli / Mogelsberg – Schweiz
- 2003: Golf meets Kunst / Überlingen am Bodensee
- 2005: Kunst im Garten / Überlingen am Bodensee
- 2013: Galerie alpha 7 / Weisweil am Rhein
- 2013: Art of Eden / Krefeld
- 2013: Atelierausstellung / Salem am Bodensee
- 2014: Galerie in der Wendelinskapelle Marbach / Marbach am Neckar
- 2014: Kunstmesse Berliner Liste / Berlin
- 2014: Galerie alpha 7 / Weisweil am Rhein
- 2015: Kunstausstellung im Rahmen der GIARDINA Zürich – Schweiz
- 2015: ART Endingen / Endingen am Kaiserstuhl
- 2015: ART3F / Mulhouse – Frankreich
- 2016: GIARDINA / Zürich – Schweiz
- Galerie SOUS-TERRE / Lithoijen – Holland
- 2017: Nordseeakademie Leck (Nordfriesland)

## Galerie

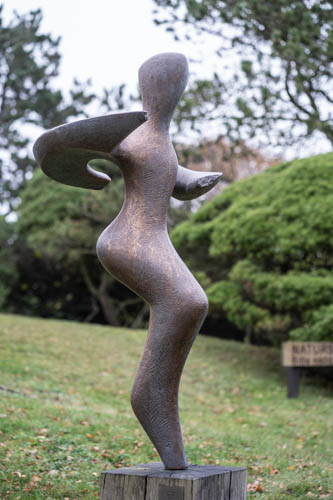
Leichtigkeit, 2007
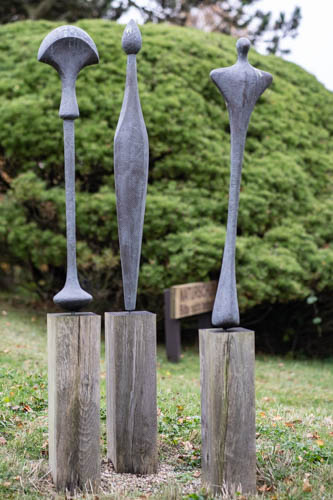
Zepter, Dolch und Wächter, 1998
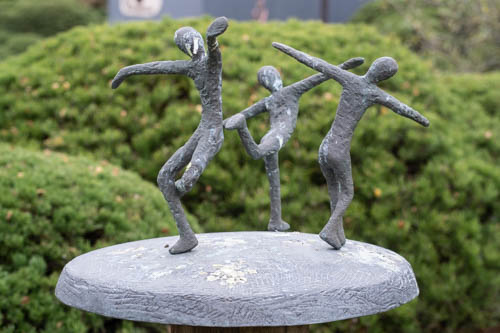
Zauber der Kindheit, 2013
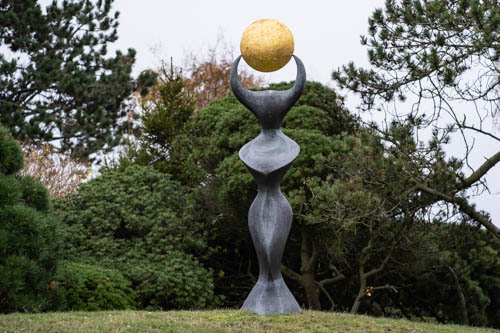
Sonnengöttin, 2016